# Psyllocarpus laricoides
Psyllocarpus laricoides är en måreväxtart som beskrevs av Carl Friedrich Philipp von Martius och Joseph Gerhard Zuccarini. Psyllocarpus laricoides ingår i släktet Psyllocarpus och familjen måreväxter. Inga underarter finns listade i Catalogue of Life.